# Giacomo Francesco Edoardo Stuart
Giacomo Francesco Edoardo Stuart (Londra, 10 giugno 1688 – Roma, 1º gennaio 1766) soprannominato Old Pretender (ovvero il Vecchio Pretendente) era figlio del re Giacomo II e VII d'Inghilterra, Scozia e Irlanda, e della sua seconda moglie, Maria Beatrice d'Este. Fu per breve tempo re titolare di Scozia dal 1745 al 1746 con il nome di Giacomo VIII.
Appena qualche mese dopo la nascita di Giacomo Francesco Edoardo, il padre cattolico fu deposto ed esiliato dalla Gloriosa rivoluzione del 1688. La figlia maggiore di Giacomo II, Maria II, di fede protestante, e suo marito, Guglielmo III, diventarono co-sovrani mentre il Bill of Rights del 1689 e l'Act of Settlement del 1701 esclusero i cattolici dal trono britannico.
Giacomo Francesco Edoardo fu allevato in Europa continentale e dopo la morte di suo padre nel 1701, rivendicò la corona d'Inghilterra, Scozia e Irlanda con il nome di Giacomo III d'Inghilterra e Irlanda e Giacomo VIII di Scozia, con il sostegno dei suoi seguaci giacobiti e di suo cugino Luigi XIV di Francia. Quattordici anni dopo tentò senza successo di riottenere il trono in Gran Bretagna durante l'insurrezione giacobita del 1715 contro il casato di Hannover, durante il regno di Giorgio I.
Con l'insurrezione giacobita del 1745, seguita allo sbarco del figlio maggiore Carlo Edoardo Stuart in Scozia, Giacomo Edoardo, rimasto in esilio, fu proclamato ufficialmente re Giacomo VIII di Scozia, potere che mai esercitò, mentre Carlo Edoardo fu riconosciuto signore di Scozia e reggente del regno dai suoi sostenitori e dai clan scozzesi. Con la battaglia di Culloden (1746) gli inglesi però sconfissero definitivamente i giacobiti costringendo Carlo alla fuga e Giacomo perse il potere, che continuò tuttavia a rivendicare.
Alla sua morte nel 1766, il figlio Carlo Edoardo prima, e poi il figlio minore Enrico Benedetto, continuarono la rivendicazione della corona britannica come parte della successione giacobita, senza ottenere alcun risultato.

## Biografia

### Nascita e infanzia

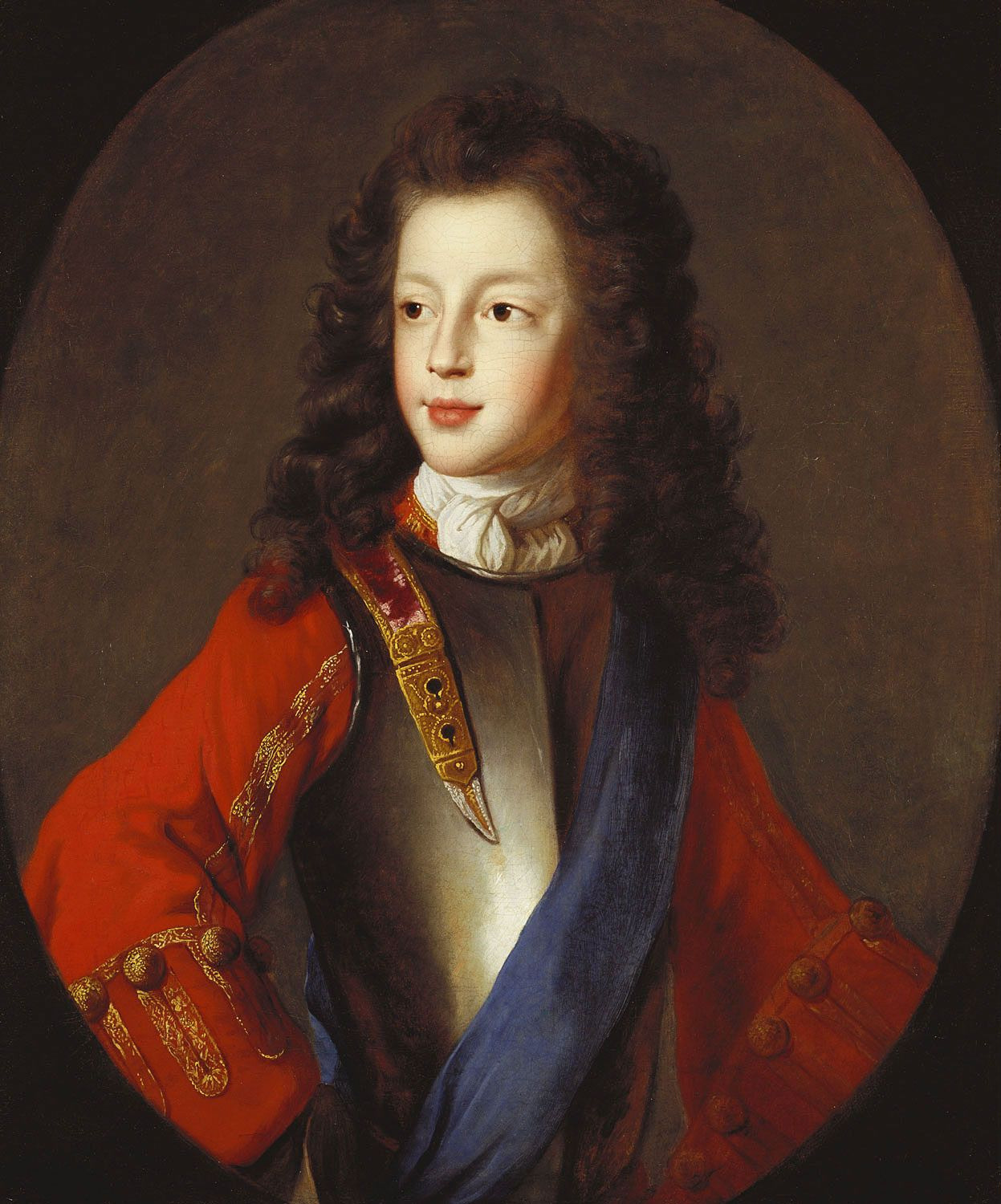
Giacomo Francesco Edoardo Stuart ritratto nel 1703 a quindici anni da Alexis Simon Belle

Giacomo Francesco Edoardo nacque il 10 giugno 1688, a St. James's Palace. Era figlio di Giacomo II d'Inghilterra e Irlanda (VII di Scozia) e della sua seconda moglie, Maria Beatrice d'Este,, di fede cattolica, e, in quanto tale, fu automaticamente duca di Cornovaglia e duca di Rothesay, tra gli altri titoli.
La nascita del principe fu controversa e imprevista, essendo avvenuta dopo cinque anni di matrimonio, quando ormai molti tra i protestanti si aspettavano che sarebbe stata Maria, avuta da Giacomo nel primo matrimonio, a succedere al padre. Maria e la sorella minore, la principessa Anna erano state cresciute nella fede protestante. Finché c'era la possibilità che una di loro gli succedesse, gli avversari del re vedevano il suo dominio come un inconveniente temporaneo. Quando la gente cominciò a temere che la seconda moglie di Giacomo, Maria, avrebbe generato un figlio ed erede cattolico, si sviluppò un movimento per rimpiazzarlo con la principessa Maria e il di lei marito e nipote di Giacomo, Guglielmo d'Orange.
Quando il giovane principe nacque cominciarono immediatamente a diffondersi voci che il bambino fosse un impostore, introdotto clandestinamente nella camera di nascita reale in uno scaldaletto e che il vero figlio di Giacomo e Maria era nato morto. Nel tentativo di mettere a tacere questo mito, Giacomo pubblicò le testimonianze di oltre settanta testimoni della nascita.
Il 9 dicembre, nel mezzo della Gloriosa rivoluzione, Maria Beatrice d'Este si travestì da lavandaia e fuggì con il piccolo Giacomo in Francia. Il giovane Giacomo fu allevato al castello di Saint-Germain-en-Laye, che Luigi XIV aveva consegnato all'esiliato Giacomo II. Sia l'ex-re che la sua famiglia erano tenuti in grande considerazione dal re francese ed erano frequenti visitatori a Versailles, dove Luigi XIV e la sua corte li trattavano come sovrani regnanti. Nel giugno 1692 nacque sua sorella Luisa Maria.
La sua educazione militare fu supervisionata da Richard Hamilton e Dominic Sheldon, due veterani del vecchio esercito irlandese di suo padre.

### Battaglia per il trono

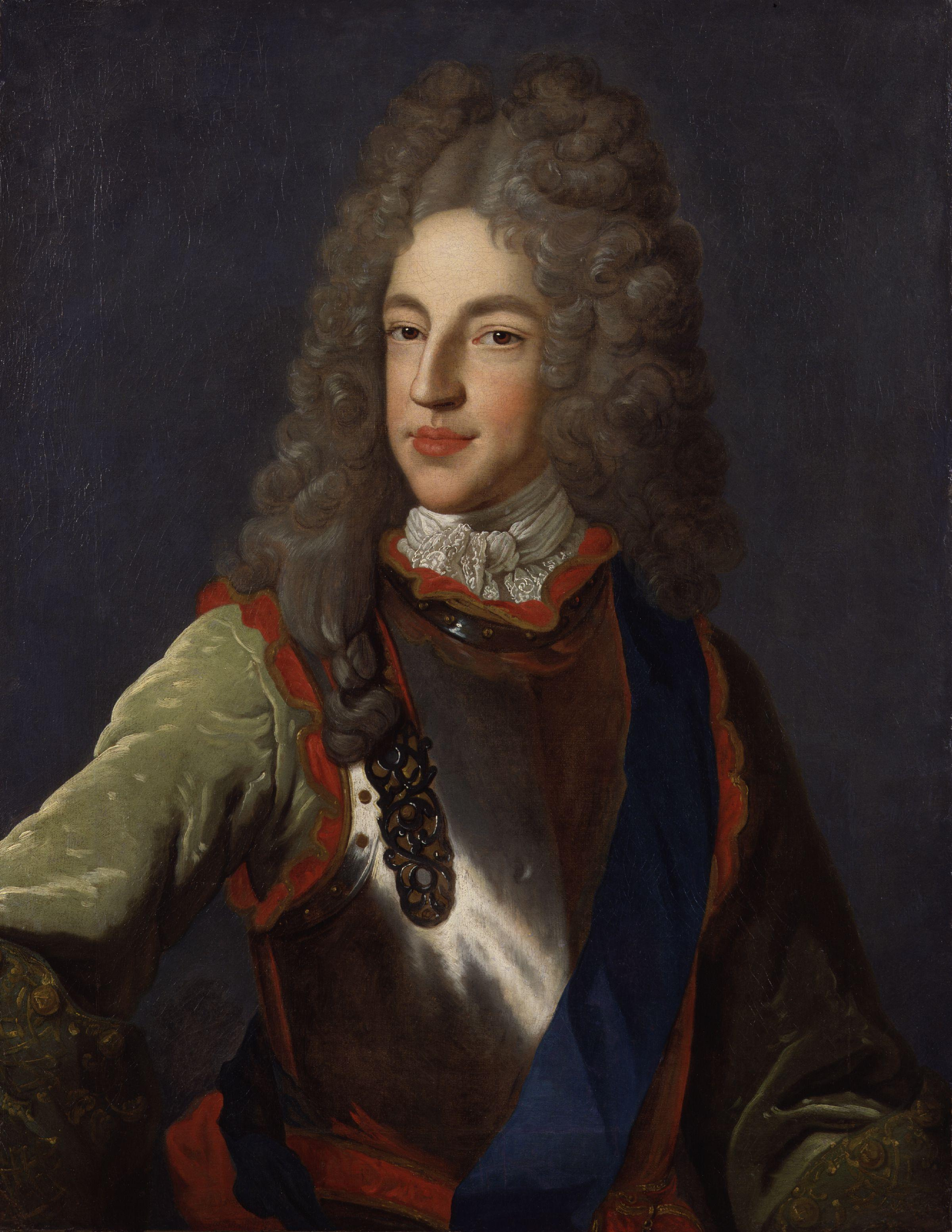
Ritratto giovanile di Giacomo Stuart, opera di Alexis Simon Belle

Alla morte di suo padre, nel 1701, Giacomo fu riconosciuto da Luigi XIV di Francia come erede legittimo dei troni inglese, irlandese e scozzese. Anche la Spagna, lo Stato Pontificio, e il Ducato di Modena e Reggio lo riconobbero come Giacomo III d'Inghilterra e Irlanda e Giacomo VIII di Scozia, e rifiutarono di riconoscere Guglielmo III, Maria II, o Anna come sovrani legittimi. Come risultato della rivendicazione dei troni perduti di suo padre, Giacomo fu privato dei diritti civili per tradimento a Londra il 2 marzo 1702 e i suoi titoli vennero confiscati dalla legge inglese.

#### Primi tentativi
Sebbene ritardato in Francia da un attacco di morbillo, Giacomo tentò di invadere l'Inghilterra, sbarcando a Firth of Forth il 23 marzo 1708. La flotta dell'ammiraglio sir George Byng intercettò le navi francesi le quali, anche a causa del brutto tempo, non riuscirono a sbarcare.
Giacomo prestò servizio per qualche tempo nell'esercito francese, come suo padre aveva fatto durante l'interregno. Tra agosto e settembre del 1710 la regina Anna nominò una nuova amministrazione Tory guidata da Robert Harley, che entrò in segreta corrispondenza con Jean-Baptiste Colbert, ministro degli esteri di Francia, acconsentendo a ristabilire Giacomo sul trono inglese a patto che si convertisse al protestantesimo. Un anno dopo il governo britannico premette per l'espulsione di Giacomo dalla Francia come condizione per un trattato di pace con la Francia. In accordo con i termini del Trattato di Utrecht (1713), Harley e Lord Bolingbroke, segretario di stato, conclusero con i francesi di esiliare Giacomo nel Ducato di Lorena.
La regina Anna si ammalò gravemente dal natale del 1713 e sembrava prossima alla morte. Nel gennaio 1714, si riprese ma se ne concluse che non aveva molto da vivere. Attraverso Colbert e il suo agente di Londra, l'abate François Gaultier, Harley mantenne la corrispondenza con Giacomo, e Bolingbroke entrò a sua volta in corrispondenza separata con lui. Entrambi consigliarono a Giacomo la sua conversione al protestantesimo, fatto che avrebbe facilitato il suo ritorno al trono. Giacomo, devoto cattolico, replicò a Colbert: "Ho scelto ciò che devo fare, non saranno gli altri a farmi cambiare i miei sentimenti." A marzo giunse la risposta ufficiale di Giacomo alla sua conversione, e sia Harley che Bolingbroke ne conclusero che la restaurazione era ormai impossibile.
Ad agosto del 1714, pertanto, il cugino di secondo grado di Giacomo, l'elettore di Hannover Giorgio Luigi, un protestante di origini tedesche che era il parente più prossimo alla defunta regina Anna, divenne re con il nome di Giorgio I. Giacomo disse al nuovo re: "vi consideriamo una famiglia straniera, aliena dal nostro paese, distanti per sangue, stranieri nella lingua, ascesi al trono." Dopo l'incoronazione di Giorgio nell'ottobre del 1714, scoppiarono delle rivolte in varie provincie dell'Inghilterra.

#### 1715

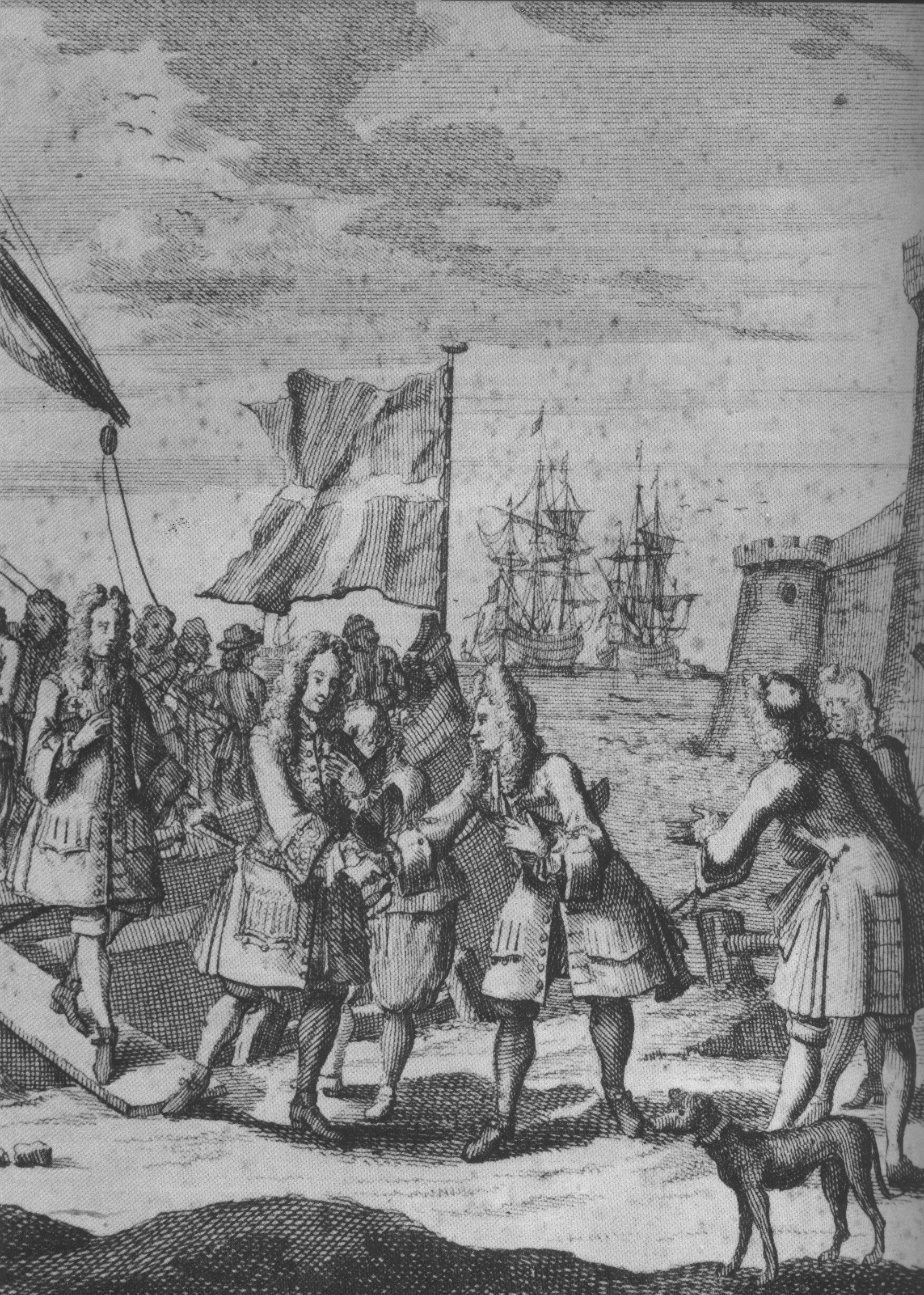
L'Old Pretender sbarca in Scozia presso Sheriffmuir. Incisione del XVIII secolo.

L'anno successivo i giacobiti diedero inizio a una insurrezione in Scozia e in Cornovaglia con l'intento di porre "Giacomo III e VIII" sul trono. Il 22 dicembre 1715 Giacomo raggiunse la Scozia dopo la sconfitta dei giacobini nella Battaglia di Sheriffmuir (13 novembre 1715) e in quella di Preston. Sbarcò a Peterhead ma ben presto si ammalò di febbre, peggiorata ancor più dal rigido clima dell'inverno scozzese. A gennaio del 1716 pose la propria corte a Scone Palace, ma venendo a conoscenza dell'avvicinamento delle forze governative, fece ritorno in Francia, salpando da Montrose il 5 febbraio 1716. Il suo improvviso abbandono della causa lo rese inviso anche ad alcuni ribelli della Scozia; e non venne accolto trionfalmente in Francia. Il suo patrono, Luigi XIV, era morto il 1º settembre 1715, e il governo francese iniziò a considerarlo sempre più un imbarazzo diplomatico.
Fu membro della Massoneria.

### Corte in esilio
Tra il 1717 e il 1718 trascorse parte dell'esilio nella città di Urbino, all'epoca facente parte dello Stato Pontificio.
Nel 1719 si trasferì a Roma, nel palazzo dei marchesi Muti Papazzurri a piazza Santi Apostoli, dove fu accolto amabilmente dal papa Clemente XI che riconobbe a Giacomo Edoardo e alla moglie i titoli di re e regina di Inghilterra e di Scozia. La protezione dei pontefici proseguì con il successore di Clemente, Innocenzo XIII, che a seguito della mediazione del cardinale Filippo Antonio Gualterio stabilì per gli Stuart un vitalizio di ottomila scudi romani, che permisero loro di organizzare una piccola corte: Francesco Maria Conti, un gentiluomo senese lontanamente imparentato con il papa, fu nominato gentiluomo di camera della corte stuardiana. La protezione dei papi continuò con i papi successivi, almeno fino a Benedetto XIV, che volle conferire la porpora cardinalizia al figlio minore di Giacomo Edoardo, Enrico Benedetto, nel 1747 quando questi era appena ventunenne: per festeggiare il giovane che si recava a ricevere il galero cardinalizio, il papa stabilì lo sparo di salve di cannone da Castel Sant'Angelo "trattandosi di un figlio di re". Con l'avvento al soglio pontificio di Clemente XIII la situazione mutò, in quanto il nuovo papa non volle più accordare agli Stuart trattamenti regali.

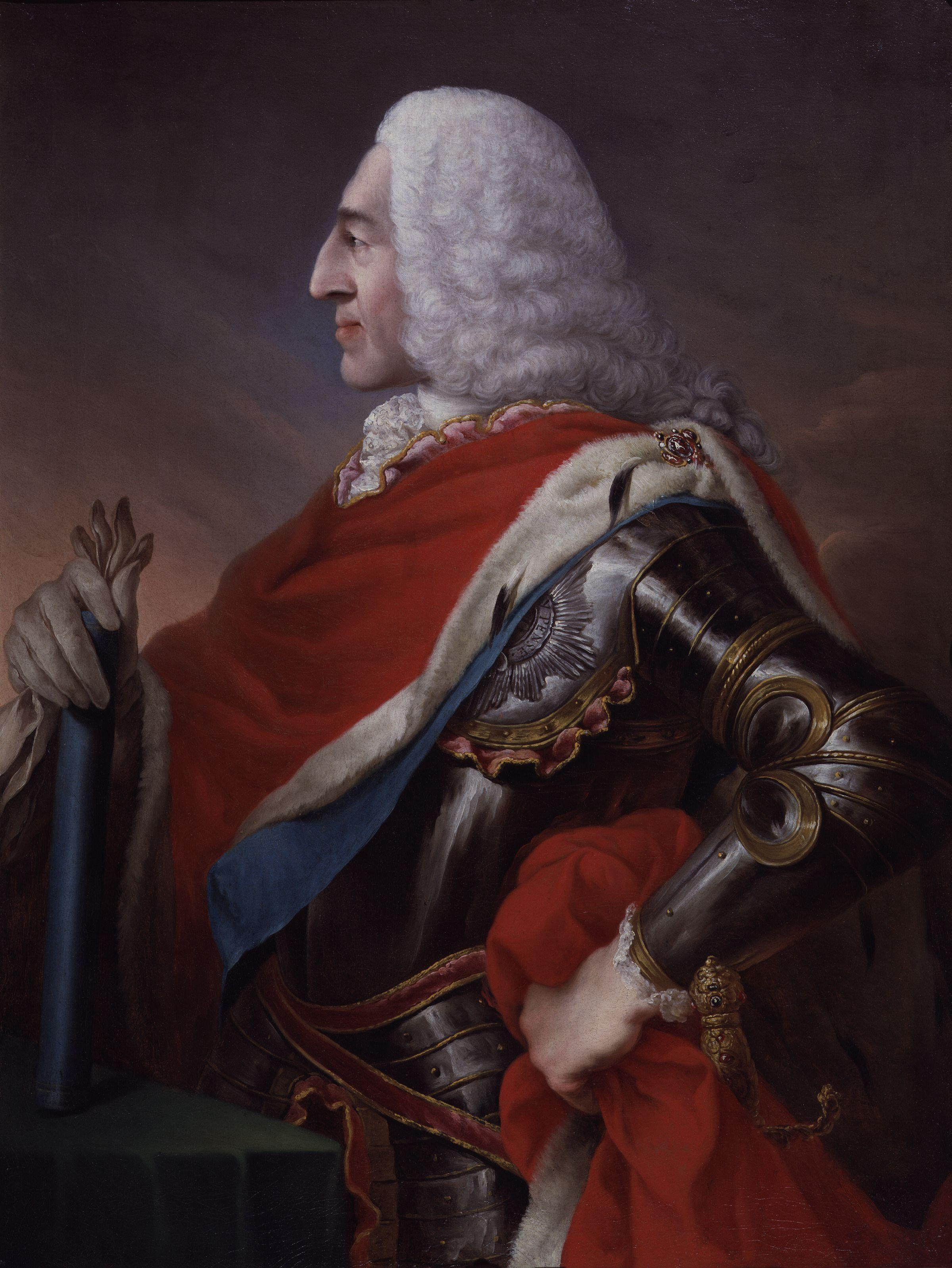
Ritratto di Giacomo in tarda età

Nel 1743 Giacomo Edoardo nominò reggente il figlio primogenito, Carlo Edoardo, il Giovane Pretendente, con l'incarico di restaurare il trono degli Stuart, nomina che fu preludio allo sbarco del principe in Scozia nel 1744 e alla guerra civile che si concluse con la sconfitta di Carlo Edoardo nella brughiera di Culloden, il 16 aprile 1746.

### Matrimonio
Luisa Adelaide d'Orléans (Mademoiselle d'Orléans), figlia di Filippo II, duca d'Orléans, fu una volta suggerita come moglie per Giacomo Francesco Edoardo, ma non se ne fece nulla.
A marzo del 1717, mentre Giacomo visitava Modena, si fidanzò con sua cugina Benedetta d'Este, ma il padre di lei, il duca Rinaldo, pose fine al fidanzamento per preservare i suoi rapporti con gli Hannover e la Gran Bretagna.
Il 3 settembre 1719 Giacomo Francesco Edoardo sposò Maria Clementina Sobieska (1702–1735), nipote del re di Polonia Giovanni III Sobieski. Le nozze furono celebrate nella cappella del palazzo episcopale di Montefiascone, nei pressi di Viterbo.

### Morte

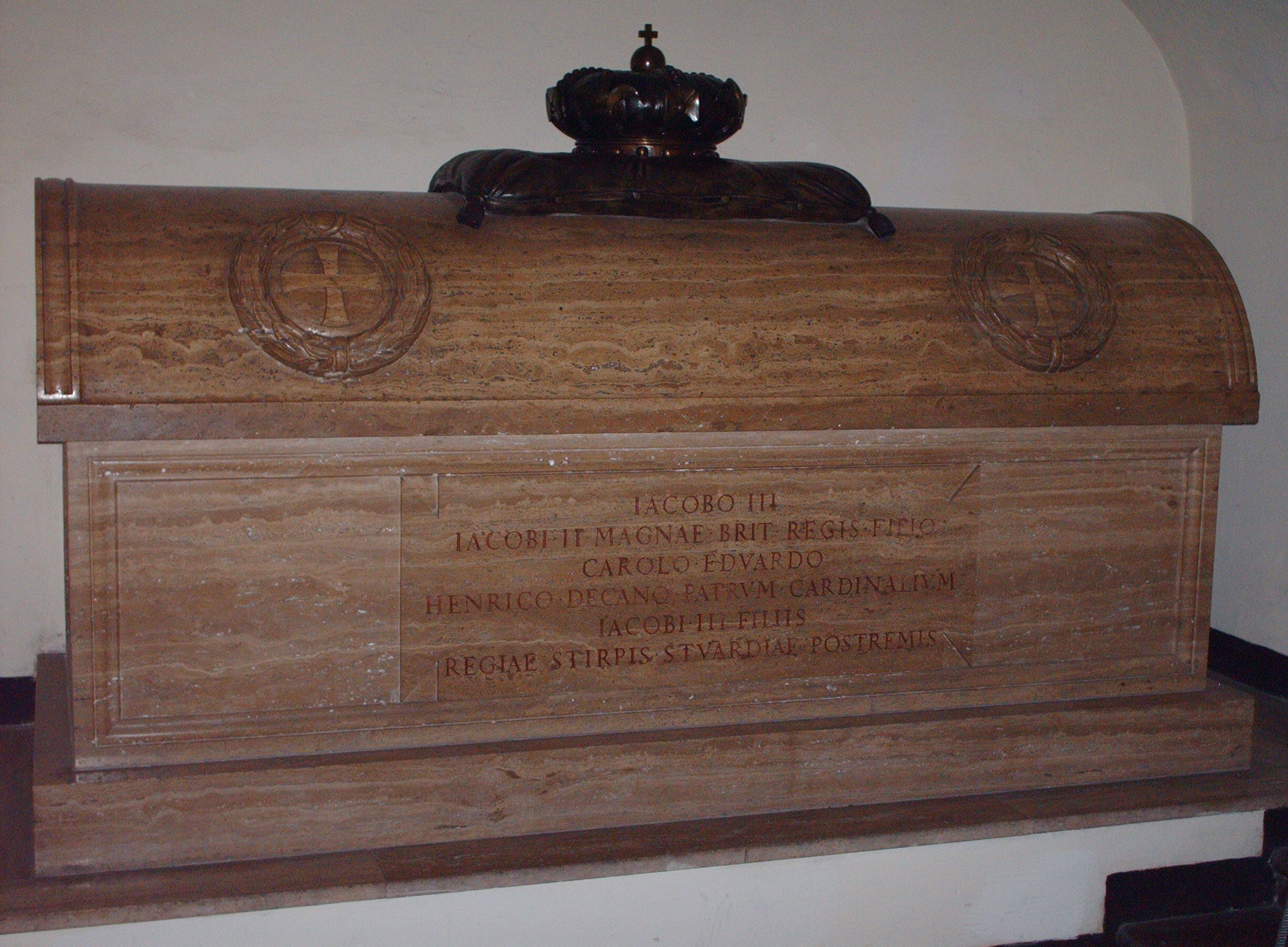
Tomba di Giacomo e dei suoi due figli nelle Grotte Vaticane.

Giacomo Francesco Edoardo morì a Roma il 1º gennaio 1766 nella sua casa, a Palazzo Muti, e fu sepolto nella cripta della Basilica di San Pietro nell'attuale Città del Vaticano. La sua sepoltura è contrassegnata dal monumento ai reali Stuart realizzato da Antonio Canova. Il suo regno conteso era durato 64 anni, 3 mesi 16 giorni, più a lungo di qualsiasi monarca britannico fino a quando Elisabetta II lo ha superato il 23 maggio 2016.

## Discendenza
Dal matrimonio tra Giacomo Francesco Edoardo e Maria Clementina Sobieska nacquero due figli:
1. Carlo Edoardo Stuart (31 dicembre 1720 – 31 gennaio 1788), meglio conosciuto come Bonnie Prince Charlie;
2. Enrico Benedetto Stuart (11 marzo 1725 – 13 luglio 1807), cardinale della Chiesa cattolica.

## Ascendenza
|                             |                    |                            | Genitori                     |  |  | Nonni |  |  | Bisnonni                |  |  | Trisnonni                   |  |
|                             |                    |                            |                              |  |  |       |  |  | Giacomo I d'Inghilterra |  |  | Enrico Stuart, Lord Darnley |  |
|                             |                    |                            |                              |  |  |       |  |  | Giacomo I d'Inghilterra |  |  | Enrico Stuart, Lord Darnley |  |
|                             |                    | Maria Stuart               |                              |  |  |       |  |  | Giacomo I d'Inghilterra |  |  |                             |  |
| Carlo I d'Inghilterra       |                    |                            |                              |  |  |       |  |  | Giacomo I d'Inghilterra |  |  |                             |  |
|                             |                    | Anna di Danimarca          | Federico II di Danimarca     |  |  |       |  |  |                         |  |  |                             |  |
|                             |                    | Anna di Danimarca          | Federico II di Danimarca     |  |  |       |  |  |                         |  |  |                             |  |
|                             |                    | Anna di Danimarca          | Sofia di Meclemburgo-Güstrow |  |  |       |  |  |                         |  |  |                             |  |
| Giacomo II d'Inghilterra    |                    | Anna di Danimarca          |                              |  |  |       |  |  |                         |  |  |                             |  |
|                             |                    | Enrico IV di Francia       | Antonio di Borbone           |  |  |       |  |  |                         |  |  |                             |  |
|                             |                    | Enrico IV di Francia       | Antonio di Borbone           |  |  |       |  |  |                         |  |  |                             |  |
|                             |                    | Enrico IV di Francia       | Giovanna III di Navarra      |  |  |       |  |  |                         |  |  |                             |  |
| Enrichetta Maria di Francia |                    | Enrico IV di Francia       |                              |  |  |       |  |  |                         |  |  |                             |  |
|                             |                    | Maria de' Medici           | Francesco I de' Medici       |  |  |       |  |  |                         |  |  |                             |  |
|                             |                    | Maria de' Medici           | Francesco I de' Medici       |  |  |       |  |  |                         |  |  |                             |  |
|                             |                    | Maria de' Medici           | Giovanna d'Austria           |  |  |       |  |  |                         |  |  |                             |  |
| Giacomo Stuart              |                    | Maria de' Medici           |                              |  |  |       |  |  |                         |  |  |                             |  |
|                             | Francesco I d'Este | Alfonso III d'Este         |                              |  |  |       |  |  |                         |  |  |                             |  |
|                             | Francesco I d'Este | Alfonso III d'Este         |                              |  |  |       |  |  |                         |  |  |                             |  |
|                             | Francesco I d'Este | Isabella di Savoia         |                              |  |  |       |  |  |                         |  |  |                             |  |
| Alfonso IV d'Este           | Francesco I d'Este |                            |                              |  |  |       |  |  |                         |  |  |                             |  |
|                             |                    | Maria Farnese              | Ranuccio I Farnese           |  |  |       |  |  |                         |  |  |                             |  |
|                             |                    | Maria Farnese              | Ranuccio I Farnese           |  |  |       |  |  |                         |  |  |                             |  |
|                             |                    | Maria Farnese              | Margherita Aldobrandini      |  |  |       |  |  |                         |  |  |                             |  |
| Maria Beatrice d'Este       |                    | Maria Farnese              |                              |  |  |       |  |  |                         |  |  |                             |  |
|                             |                    | Girolamo Martinozzi        | Vincenzo Martinozzi          |  |  |       |  |  |                         |  |  |                             |  |
|                             |                    | Girolamo Martinozzi        | Vincenzo Martinozzi          |  |  |       |  |  |                         |  |  |                             |  |
|                             |                    | Girolamo Martinozzi        | Margherita Marcolini         |  |  |       |  |  |                         |  |  |                             |  |
| Laura Martinozzi            |                    | Girolamo Martinozzi        |                              |  |  |       |  |  |                         |  |  |                             |  |
|                             |                    | Laura Margherita Mazzarino | Pietro Mazzarino             |  |  |       |  |  |                         |  |  |                             |  |
|                             |                    | Laura Margherita Mazzarino | Pietro Mazzarino             |  |  |       |  |  |                         |  |  |                             |  |
|                             |                    | Laura Margherita Mazzarino | Ortensia Buffalini           |  |  |       |  |  |                         |  |  |                             |  |
|                             |                    | Laura Margherita Mazzarino |                              |  |  |       |  |  |                         |  |  |                             |  |